# Janusz Jojko
Janusz Andrzej Jojko (* 20. dubna 1960, Chorzów, Polsko) je bývalý polský fotbalový brankář a reprezentant.

## Klubová kariéra
Jojko zahájil fotbalovou kariéru v Chorzowiance Chorzów, poté hrál v Ruchu Chorzów (v jehož dresu debutoval v roce 1980 v Ekstraklase), GKS Katowice, KSZO Ostrowiec Świętokrzyski, Stasiaku Opoczno a Polvatu Szwarszowice.
Nechvalně známý je jeho bizarní vlastní gól v barážovém utkání s Lechií Gdańsk (prohra 1:2) v sezóně 1986/87, kterým dopomohl k sestupu týmu do druhé ligy (poprvé v historii klubu). Brankář chtěl rozehrát míč rukou, ale udělal to tak špatně, že si jej hodil do vlastní brány. Od té doby už v Ruchu příležitost mezi tyčemi nedostal.
V roce 1988 přestoupil do GKS Katowice, kde vyhrál dvakrát polský fotbalový pohár (v sezónách 1990/91 a 1992/93).

## Reprezentační kariéra
V A-týmu Polska odehrál pouhé dva zápasy. Debutoval 18. března 1987 v přátelském utkání s Finskem (výhra Polska 3:1, Jojko nastoupil do hry v průběhu druhého poločasu). Ke druhému a poslednímu zápasu v dresu polského národního týmu nastoupil o více než 7 let později, 17. května 1994 proti Rakousku, kde odchytal první poločas (Polsko prohrálo doma 3:4, Jojko inkasoval dvakrát).
Zápasy Janusze Jojka v polském reprezentačním A-mužstvu
| Zápas | Datum       | Stadion          | Soupeř   | Výsledek | Soutěž          | Hrál   | Ref.  |
| ----- | ----------- | ---------------- | -------- | -------- | --------------- | ------ | ----- |
| 1     | 18. 3. 1987 | Rybnik, Polsko   | Finsko   | 3:1      | přátelský zápas | od 79' | [ 2 ] |
| 2     | 17. 5. 1994 | Katowice, Polsko | Rakousko | 3:4      | přátelský zápas | do 45' | [ 3 ] |

## Trenérská a funkcionářská kariéra
Po skončení aktivní hráčské kariéry pracoval na různých pozicích v klubu KSZO Ostrowiec Świętokrzyski. Byl trenérem brankářů, asistentem trenéra i hlavním trenérem. Také prezidentem klubu.